# Saint-Aubin-le-Cauf
Saint-Aubin-le-Cauf és un municipi francès situat al departament del Sena Marítim i a la regió de Normandia. L'any 2007 tenia 860 habitants.

## Demografia

### Població
El 2007 la població de fet de Saint-Aubin-le-Cauf era de 860 persones. Hi havia 336 famílies de les quals 64 eren unipersonals (20 homes vivint sols i 44 dones vivint soles), 116 parelles sense fills, 140 parelles amb fills i 16 famílies monoparentals amb fills.
La població ha evolucionat segons el següent gràfic:
Habitants censats

### Habitatges
El 2007 hi havia 363 habitatges, 335 eren l'habitatge principal de la família, 16 eren segones residències i 11 estaven desocupats. 351 eren cases i 1 era un apartament. Dels 335 habitatges principals, 282 estaven ocupats pels seus propietaris, 45 estaven llogats i ocupats pels llogaters i 9 estaven cedits a títol gratuït; 9 tenien una cambra, 8 en tenien dues, 54 en tenien tres, 104 en tenien quatre i 161 en tenien cinc o més. 262 habitatges disposaven pel capbaix d'una plaça de pàrquing. A 115 habitatges hi havia un automòbil i a 186 n'hi havia dos o més.

### Piràmide de població
La piràmide de població per edats i sexe el 2009 era:
| Homes | Edats   | Dones |
| ----- | ------- | ----- |
| 0     | 95 o +  | 0     |
| 0     | 90 a 94 | 4     |
| 0     | 85 a 89 | 4     |
| 0     | 80 a 84 | 8     |
| 20    | 75 a 79 | 20    |
| 16    | 70 a 74 | 8     |
| 8     | 65 a 69 | 12    |
| 20    | 60 a 64 | 8     |
| 24    | 55 a 59 | 36    |
| 36    | 50 a 54 | 20    |
| 28    | 45 a 49 | 40    |
| 32    | 40 a 44 | 12    |
| 36    | 35 a 39 | 32    |
| 28    | 30 a 34 | 44    |
| 28    | 25 a 29 | 20    |
| 16    | 20 a 24 | 12    |
| 20    | 15 a 19 | 32    |
| 28    | 10 a 14 | 8     |
| 24    | 5 a 9   | 32    |
| 20    | 0 a 4   | 20    |

## Economia
El 2007 la població en edat de treballar era de 574 persones, 420 eren actives i 154 eren inactives. De les 420 persones actives 387 estaven ocupades (213 homes i 174 dones) i 33 estaven aturades (14 homes i 19 dones). De les 154 persones inactives 59 estaven jubilades, 42 estaven estudiant i 53 estaven classificades com a «altres inactius».

### Ingressos
El 2009 a Saint-Aubin-le-Cauf hi havia 327 unitats fiscals que integraven 857 persones, la mediana anual d'ingressos fiscals per persona era de 19.358 €.

### Activitats econòmiques
Dels 37 establiments que hi havia el 2007, 1 era d'una empresa extractiva, 1 d'una empresa alimentària, 1 d'una empresa de fabricació de material elèctric, 5 d'empreses de fabricació d'altres productes industrials, 9 d'empreses de construcció, 7 d'empreses de comerç i reparació d'automòbils, 2 d'empreses de transport, 3 d'empreses d'hostatgeria i restauració, 1 d'una empresa financera, 1 d'una empresa immobiliària, 5 d'empreses de serveis i 1 d'una empresa classificada com a «altres activitats de serveis».
Dels 10 establiments de servei als particulars que hi havia el 2009, 2 eren tallers de reparació d'automòbils i de material agrícola, 2 paletes, 1 guixaire pintor, 1 fusteria, 3 lampisteries i 1 perruqueria.
Dels 2 establiments comercials que hi havia el 2009, 1 era una botiga de menys de 120 m² i 1 una sabateria.
L'any 2000 a Saint-Aubin-le-Cauf hi havia 8 explotacions agrícoles que ocupaven un total de 620 hectàrees.

## Equipaments sanitaris i escolars
El 2009 hi havia una escola elemental.

## Poblacions més properes
El següent diagrama mostra les poblacions més properes.